# Merizocera
Merizocera is een geslacht van spinnen uit de  familie van de Psilodercidae.

## Soorten
- Merizocera brincki Brignoli, 1975
- Merizocera crinita (Fage, 1929)
- Merizocera cruciata (Simon, 1893)
- Merizocera mus Deeleman-Reinhold, 1995
- Merizocera oryzae Brignoli, 1975
- Merizocera picturata (Simon, 1893)
- Merizocera pygmaea Deeleman-Reinhold, 1995
- Merizocera stellata (Simon, 1905)